# Billiards tại Đại hội Thể thao Đông Nam Á 2005
Bộ môn Billiards và Snooker tại Đại hội Thể thao Đông Nam Á 2005 được thi đấu tại Makati Coliseum, thành phố Makati, Philippines từ ngày 27 tháng 11 cho đến ngày 4 tháng 12 năm 2005. Các vận động viên tranh tài ở 14 nội dung, 12 dành cho nam và 2 dành cho nữ.
| Tổng sắp huy chương SEA Games 2005 Bộ môn Billiards và Snooker |             |      |     |      |      |
| Hạng                                                           | Đoàn        | Vàng | Bạc | Đồng | Tổng |
| 1                                                              | Philippines | 8    | 2   | 1    | 11   |
| 2                                                              | Việt Nam    | 2    | 4   | 0    | 6    |
| 3                                                              | Thái Lan    | 1    | 4   | 0    | 5    |
| 4                                                              | Singapore   | 1    | 1   | 5    | 8    |
| 5                                                              | Myanma      | 1    | 1   | 0    | 2    |
| 6                                                              | Malaysia    | 0    | 1   | 4    | 5    |
| 7                                                              | Indonesia   | 0    | 0   | 3    | 3    |
|                                                                | Tổng        | 13   | 13  | 13   | 39   |

(Nội dung Billiards Snooker đôi nam chưa được thống kê vào bảng trên)

## Bảng thành tích

### Nội dung Billiards Snooker đơn nam
| Huy chương | Vận động viên       | Quốc gia |
| Vàng       | Issara Kachaiwong   | Thái Lan |
| Bạc        | Nitiwat Kanjanasari | Thái Lan |
| Đồng       | Moh Keen Hoo        | Malaysia |

### Nội dung Billiards Snooker đồng đội nam
| Huy chương | Vận động viên                                        | Quốc gia    |
| Vàng       | Alex Pagulayan, Joven Alba, Leonardo Andam           | Philippines |
| Bạc        | Nitiwat Kanjanasari, Phaithoon Phonbun, Supoj Saenla | Thái Lan    |
| Đồng       | Rudy Sulaeman, Bambang Saputra                       | Indonesia   |

### Nội dung Billiards Carom đơn nam
| Huy chương | Vận động viên     | Quốc gia    |
| Vàng       | Nguyễn Thanh Bình | Việt Nam    |
| Bạc        | Lê Phước Lợi      | Việt Nam    |
| Đồng       | Reynaldo Grandea  | Philippines |

### Nội dung Billiards Anh đơn nam
| Huy chương | Vận động viên     | Quốc gia  |
| Vàng       | Nguyễn Thanh Long | Việt Nam  |
| Bạc        | U Kyaw Oo         | Myanma    |
| Đồng       | Hasan Manfaluti   | Indonesia |

### Nội dung Billiards Anh đôi nam
| Huy chương | Vận động viên                             | Quốc gia |
| Vàng       | U Kyaw Oo và U Aung San Oo                | Myanma   |
| Bạc        | Praput Chaithanasakun và Attasit Mahitthi | Thái Lan |
| Đồng       | Lean Kam Beng và Roslan Yurnalis          | Malaysia |

### Nội dung Billiards 8 bóng đơn nam
| Huy chương | Vận động viên   | Quốc gia    |
| Vàng       | Alex Pagulayan  | Philippines |
| Bạc        | Lee Van Corteza | Philippines |
| Đồng       | Tey Choon Kiat  | Singapore   |

### Nội dung Billiards 8 bóng đôi nam
| Huy chương | Vận động viên                        | Quốc gia    |
| Vàng       | Lee Van Corteza và Antonio Gabica    | Philippines |
| Bạc        | Nguyễn Phúc Long và Nguyễn Thanh Nam | Việt Nam    |
| Đồng       | Tey Choon Kiat và Chan Keng Kwang    | Singapore   |

### Nội dung Billiards 9 bóng đơn nam
| Huy chương | Vận động viên   | Quốc gia  |
| Vàng       | Chan Keng Kwang | Singapore |
| Bạc        | Lương Chí Dũng  | Việt Nam  |
| Đồng       | Ooi Fook Yuen   | Malaysia  |

### Nội dung Billiards 9 bóng đôi nam
| Huy chương | Vận động viên                      | Quốc gia    |
| Vàng       | Alex Pagulayan và Dennis Orcullo   | Philippines |
| Bạc        | Lương Chí Dũng và Nguyễn Thanh Nam | Việt Nam    |
| Đồng       | Toh Lian Han và Chan Keng Kwang    | Singapore   |

### Nội dung Billiards 15 bóng đơn nam
| Huy chương | Vận động viên   | Quốc gia    |
| Vàng       | Ronato Alcano   | Philippines |
| Bạc        | Antonio Gabica  | Philippines |
| Đồng       | Muhamad Junarto | Indonesia   |

### Nội dung Billiards 15 bóng đôi nam
| Huy chương | Vận động viên                           | Quốc gia    |
| Vàng       | Ronato Alcano và Leonardo Andam         | Philippines |
| Bạc        | Tepwin Arunnath và Amnuayporn Chotipong | Thái Lan    |
| Đồng       | Ibrahim Amir và Ooi Fook Yuen           | Malaysia    |

### Nội dung Billiards 8 bóng đơn nữ
| Huy chương | Vận động viên           | Quốc gia    |
| Vàng       | Rubilen Amit            | Philippines |
| Bạc        | Hoe Shu Wah             | Singapore   |
| Đồng       | Charlene Chai Zeet Huey | Singapore   |

### Nội dung Billiards 9 bóng đơn nữ
| Huy chương | Vận động viên     | Quốc gia    |
| Vàng       | Rubilen Amit      | Philippines |
| Bạc        | Suhana Dewi Sabtu | Malaysia    |
| Đồng       | Hoe Shu Wah       | Singapore   |